# جامعة طوكيو للعلوم
جامعة طوكيو للعلوم (بالإنجليزية: Tokyo University of Science)‏ هي جامعة خاصة في اليابان تأسست عام 1881. تقع في مدينة شينجوكو، طوكيو.

## أبرز الخرجين
- تاشبولات طيب

## وصلات خارجية
- جامعة طوكيو للعلوم على موقع IMDb (الإنجليزية)

- الموقع الإلكتروني